# 64 Zbiorcza Dywizja Wojsk Wewnętrznych NKWD
64 Zbiorcza Dywizja Wojsk Wewnętrznych NKWD (ros. 64 Сводная дивизия внутренних войск НКВД) – jedna z radzieckich dywizji w strukturze wojsk wewnętrznych NKWD z okresu II wojny światowej. Utworzono ją głównie w celu zwalczania polskiego podziemia niepodległościowego.
Sformowana rozkazem NKWD ZSRR nr 001266 z dnia 13 października 1944 w Lublinie, operowała głównie na terenie Lubelszczyzny i Rzeszowszczyzny. Jej dowódcą został gen. mjr Sieriebriakow.

## Działalność dywizji
W II połowie października 1944 na terenie powiatu zamojskiego, a także w Krasnymstawie, rozpoczął działalność I, II i III batalion 98 Pułku Pogranicznego 64 Zbiorczej Dywizji Wojsk Wewnętrznych NKWD. Od tego czasu przez Zamojszczyznę zaczęły przechodzić fale obław, rewizji i aresztowań. NKWD wspólnie z MO i UB dostarczał setki osób do zamojskiego więzienia i aresztu PUBP.
Od 20 października 1944 w Lublinie stacjonował sztab Dywizji, 145 Pułk Strzelecki, 198 samodzielny batalion piechoty zmotoryzowanej i 107 Samodzielna Grupa Manewrowa. Miejscem dyslokacji pozostałych jednostek Dywizji były: Piaski k. Lublina, Kraśnik, Zamość, Siedlce, Przemyśl, Rzeszów i Białystok.
Jak wynika z meldunku gen. Gorbatiuka, w dniach 14-20 października, czyli w okresie formowania Dywizji jej jednostki zatrzymały 740 osób. Natomiast pierwsze starcie bojowe pododdziałów Dywizji z oddziałami AK miało miejsce 25 października 1944 w rejonie Zaraszowa i Bystrzycy.
64 Zbiorcza Dywizja Wojsk Wewnętrznych NKWD istniała do końca 1946, została rozformowana rozkazem Ministerstwa Spraw Wewnętrznych (poprzednio NKWD) ZSRR nr 00970 z 1 listopada 1946.

## Skład 20 października 1944
- dowództwo – 38 ludzi

- 2 Pułk Pograniczny NKWD bez dwóch batalionów – 512 ludzi
- 11 Pułk Pograniczny NKWD – 1237 ludzi
- 18 Pułk Pograniczny NKWD bez jednego batalionu – 549 ludzi
- 98 Pułk Pograniczny NKWD bez jednego batalionu – 712 ludzi
- 108 Pułk Pograniczny NKWD
- 145 Pułk Strzelecki Wojsk Wewnętrznych NKWD – 1093 ludzi
- 104 Oddział Pograniczny NKWD bez dwóch komendantur – 655 ludzi
- 107 samodzielna grupa manewrowa Zarządu Wojsk NKWD – 128 ludzi
- 198 samodzielny batalion piechoty zmotoryzowanej Wojsk Wewnętrznych NKWD – 831 ludzi

Na czas formowania nie przybyło jedynie Dowództwo 9 Dywizji Strzeleckiej Wojsk Wewnętrznych NKWD.

## Dyslokacja jednostek 20 października 1944
- Lublin: sztab dywizji, 145 Pułk Strzelecki Wojsk Wewnętrznych NKWD, 198 samodzielny batalion piechoty zmotoryzowanej Wojsk Wewnętrznych NKWD, 107 samodzielna grupa manewrowa Zarządu Wojsk NKWD

- Białystok: 108 Pułk Pograniczny NKWD
- Budzyń: 2 Pułk Pograniczny NKWD (3 batalion strzelecki)
- Jarosław: 11 Pułk Pograniczny NKWD (sztab pułku, 2 i 3 batalion strzelecki)
- Krasnystaw: 98 Pułk Pograniczny NKWD (sztab pułku, 2 i 3 batalion strzelecki)
- Kraśnik: 2 Pułk Pograniczny NKWD (1 batalion strzelecki)
- Piaski k. Lublina: 2 Pułk Pograniczny NKWD (sztab pułku, 2 batalion strzelecki)
- Przemyśl: 11 Pułk Pograniczny NKWD (1 batalion strzelecki)
- Rzeszów: 104 Oddział Pograniczny NKWD
- Siedlce: 18 Pułk Pograniczny NKWD (1 batalion strzelecki)
- Świdry k. Łukowa: 18 Pułk Pograniczny NKWD (sztab pułku, 2 i 3 batalion strzelecki)
- Zamość: 98 Pułk Pograniczny NKWD (1 batalion strzelecki)

## Dowódcy
- gen. mjr Borys P. Sieriebriakow – od 13 października 1944 (podlegał szefowi Zarządu Wojsk Wewn. NKWD ds. ochrony tyłów działającej Armii Czerwonej; w lutym 1945 mianowany dowódcą GO Głównego Doradcy MBP Polski)
- gen. mjr Paweł W. Browkin – od lutego 1945
- ppłk Jewgienij P. Goriełow (p.o.)

## Szefowie sztabu
- ppłk Sierow
- ppłk Goriełow
- ppłk Ostanin (p.o.)
- ppłk Goriełow
- ppłk Szczemielew
- mjr Szedulko (p.o.)

## Liczebność
- 16 października 1944 – 6864
- 17 października 1944 – 6906
- 18 października 1944 – 7902
- 19 października 1944 – 7904
- 20 października 1944 – 9754